# Nowoalexejewski
Nowoalexejewski (russisch Новоалексеевский) ist ein Dorf (chutor) in Südrussland. Es gehört zur Republik Adygeja und hat 333 Einwohner (Stand 2019). Im Ort gibt es 7 Straßen. Nowoalexejewski liegt 13 km nordwestlich von Koschechabl (dem Verwaltungszentrum des Bezirks) auf der Straße. Plodopitomnik ist der nächstgelegene ländliche Ort.